# Janetiella siskiyou
Janetiella siskiyou är en tvåvingeart som beskrevs av Ephraim Porter Felt 1917. Janetiella siskiyou ingår i släktet Janetiella och familjen gallmyggor.
Artens utbredningsområde är Oregon. Inga underarter finns listade i Catalogue of Life.